# Acidente de balão de ar quente em Liubliana em 2012
Em 23 de agosto de 2012, um balão de ar quente com 32 passageiros caiu e explodiu durante uma tempestade na área de Barje, sete quilômetros ao sul de Liubliana, na Eslovênia, matando pelo menos quatro pessoas e ferindo outras 28. Dois dos feridos eram britânicos e outros dois eram italianos. O acidente causou um total de trinta e duas vítimas de acidentes; mais do que qualquer outro acidente de balão na história.

## Acidente

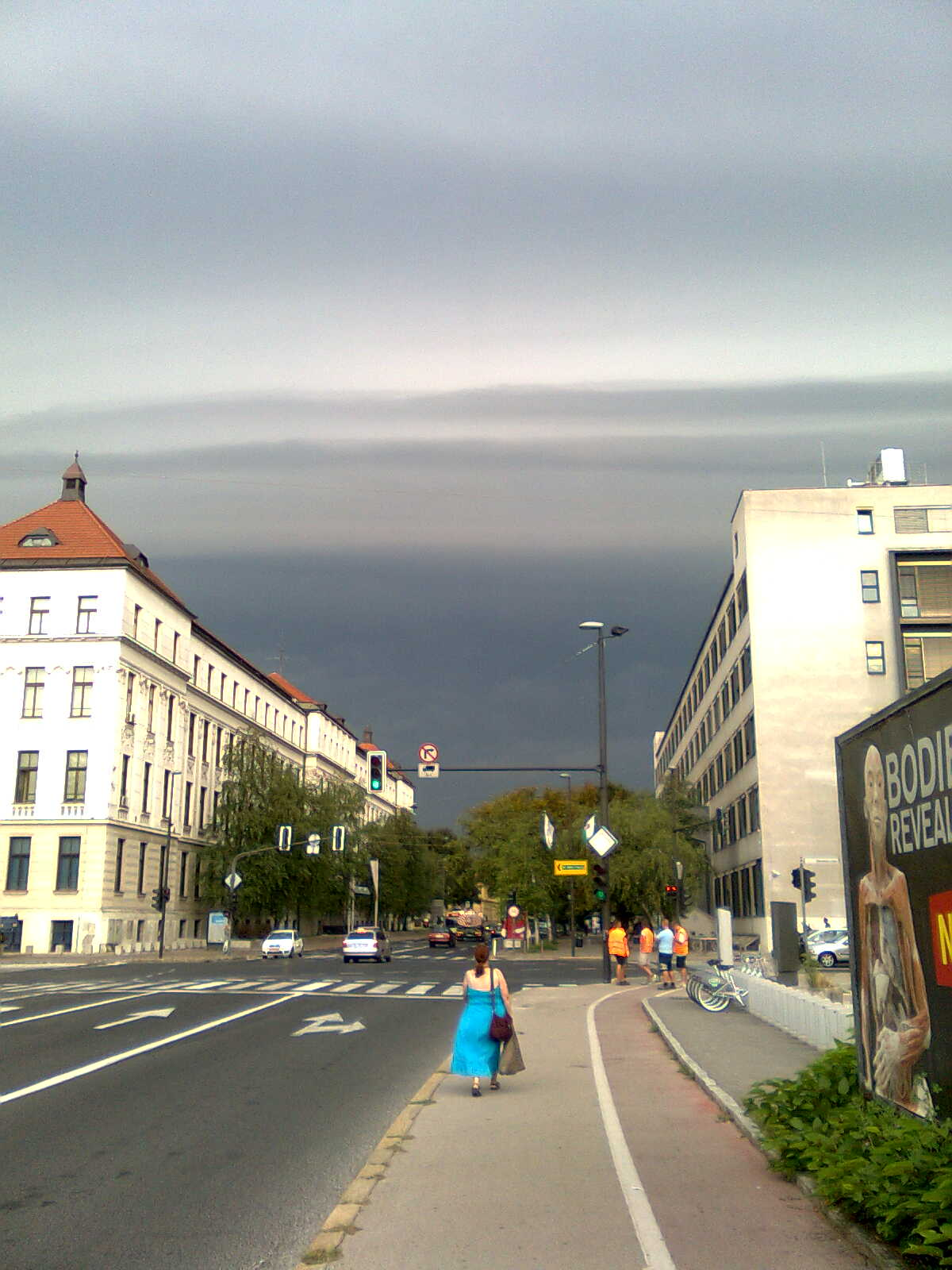
A frente de tempestade no momento do acidente, olhando para o noroeste a partir da Rua Zois, em Liubliana

Em 23 de agosto às 07:54 CEST (05:54 UTC), um balão de ar quente que transportava 32 passageiros, a maioria turistas, caiu e pegou fogo durante uma tempestade nos pântanos de Liubliana, no município de Ig, 7 km (4,35 mi) ao sul de Liubliana. Uma súbita mudança climática fez com que o piloto tentasse pousar imediatamente. No entanto, o pouso de emergência foi impedido pelo cisalhamento do vento e o balão bateu nas árvores próximas. Um incêndio então começou.

## Aeronave
O balão foi um Lindstrand Balloons LBL 600C. Foi o maior balão do país e o maior balão fabricado em série do mundo. A cesta do balão tinha 5,20 m (17,1 ft) de comprimento e 1,70 m (5,58 ft) de largura, e tinha quatro compartimentos.

## Consequência
No mesmo dia, às 19 horas, uma missa pelos mortos e feridos foi realizada na Igreja de São Manuel nos Pântanos de Črna Vas, por Anton Jamnik, bispo auxiliar de Liubliana. Cerca de 400 pessoas estavam presentes.
A Agência de Aviação Civil da Eslovênia informou em 27 de agosto de 2012 que voos comerciais de balão de ar quente foram proibidos temporariamente. A duração da proibição não foi informada, mas a queda do balão foi citada como a razão da proibição. Ao longo do ano seguinte, todas as partes envolvidas coordenaram propostas de regras mais rígidas, que foram aceitas, e novas licenças foram concedidas novamente a partir de agosto de 2013. Enquanto isso, várias operadoras fecharam porque foram impedidas de vender voos, enquanto as demais enfrentaram vendas severamente reduzidas, mesmo após a suspensão da proibição.

## Investigação e julgamento
A investigação da Comissão Eslovena de Investigação de Acidentes Aeronáuticos constatou que a principal causa do acidente foi a “técnica inadequada usada na operação do balão do tipo LBL 600C na fase de aterrissagem”. Os fatores contribuintes foram “planejamento meteorológico insuficiente” e falta de consideração pelas condições climáticas no momento do voo.
Numa audiência preliminar, o piloto negou todas essas declarações, alegando não ser culpado da acusação de causar perigo geral. O julgamento começou em novembro de 2016. Dois anos depois, o tribunal distrital absolveu o réu, com base na opinião de um especialista estrangeiro.